# شهرستان مالودربتوفسکی
شهرستان مالودربتوفسکی (به لاتین: Maloderbetovsky District) یک شهرستان در روسیه است که در قالمیقستان واقع شده‌است.